# Bakica (2003.)
Bakica – umjetnički film nastao u rusko-francuskoj koprodukciji 2003. godine. Film je snimljen u mjestu Podjuga Grinevo-Konošskog rajona Arhangelske oblasti.

## Radnja
"Bakica" – tako su je umiljato zvali njezini unuci za koje je ona bila najvažnija osoba na svijetu (majka i otac su radili na željeznici te su stalno bili na putu). Prošle su godine. Unuci su odrasli, stvorili vlastite obitelji. Bakica je prodala svoju kući, novac dala unucima, a sama otišla živjeti kod kćeri i zeta u gradskom stanu. No kćer Vera je umrla, a zet je stvorio drugi život i odbacio svekrvu. Iz prijestolnice je doputovala njezina nećakinja, poznata novinarka, koja se trudi zbrinuti je kod unuka. No unuci, danas uspješni, odbijaju je primiti pronalazeći različita opravdanja. Jedini je želi unuk koji se i sam nalazi u teškom situaciji: živi kao izbjeglica iz Čečenije s invalidnim djetetom.

## Uloge
- Nina Šubina – baka Tosja
- Olga Oniščenko – Liza (nećakinja bake Tosje)
- Anna Ovsjannikova – Anna (sestra bake Tosje)
- Jurij Ovsjanko – Ivan (zet bake Tosje)
- Vladimir Kulakov – Vitja (nećak bake Tosje)
- Sergej Gamov – Tolik (unuk bake Tosje)
- Marija Lobačova – Taja (unuka bake Tosje)
- Sergej Anufrijev – Kolja (susjedin sin)
- Polina Tiljga – Olja (praunuka bake Tosje, Tolikova kćer)
- Pavel Derevjanko (Vitjin prijatelj)
- Tamara Cyganova – Maša (Tolikova žena)

## Nagrade
- Glavna nagrada i nagrada Arte na festivalu "Rencontres Internationales" u Parizu.
- Nagrada pariške gradske vijećnice za distribuciju filma u Francuskoj.
- Glavna nagrada i nagrada publike na filmskom festivalu u Cottbusu, Njemačka.
- Posebna nagrada žirija Internacionalnog filmskog festivala u Karlovym Varyma, nagrada Ekumenskog žirija Berlinalea, nagrada "Don Quihot" (Češka).
- Glavna nagrada Festivala festivalá u Sankt Peterburgu.
- Nagrada za najbolju žensku ulogu na festivalu "Kinotavr" u Sočiju.